# Аконій Катуллін Філоматій
Фабій Аконій Катуллін Філоматій (*Fabius Aconius Catullinus Philomathius, д/н — після 349) — політичний та військовий діяч часів пізньої Римської імперії.

## Життєпис
Походив з патриціанського роду Аконіїв. Син Аконія Катулліна, проконсула Африки у 317—318 роках. Про молоді роки замало відомостей. Спочатку обіймав посади намісника Галеції. У 338—339 роках обіймав посаду вікарія Африки. Вже тоді допомагав римській аристократії в захисті поганських богів перед імператором Костянтином II.
У 341 році призначається імператором Константом преторіанським префектом Італії, Африки та Іллірику. Очолив поганську частину римського сенату за збереження шанування давньоримських богів. У 342 році стає міським префектом Риму. На цій посаді разом з преторіанським префектом Плацидієм вплинув на імператора, який того ж року видав едикт, що наказував зберігати язичницькі храми «цілими і неушкодженими, бо деякі з цих храмів дали початок як ігор, так і видовищ цирковим, і публічним змагань, і не пристало зносити ті будівлі, в яких здавна влаштовуються свята для розваги римського народу». Були збережені поганські церемонії та шанування Юпітера Оптіма Величайшого.
У 344 році завершилась його каденція на посаді міського префекту Риму. У 349 році стає консулом (разом з Ульпієм Ліменієм). Водночас отримує вищий сенаторський раг — ясновелиможного (vir inlustris). Подальша доля невідома.

## Родина
- Аконія Флавія Пауліна, дружина Веттія Агорія Претекстата